# NGC 958
NGC 958 ist eine aktive Balken-Spiralgalaxie mit ausgedehnten Sternentstehungsgebieten vom Hubble-Typ SBc im Sternbild Walfisch südlich der Ekliptik. Sie ist schätzungsweise 257 Millionen Lichtjahre von der Milchstraße entfernt und hat einen Durchmesser von etwa 220.000 Lj.
Die Typ-Ia-Supernova SN 2005A wurde hier beobachtet.
Das Objekt wurde am  20. September 1784 von Wilhelm Herschel.